# Sandy Saddler
Joseph "Sandy" Saddler, amerikansk proffsboxare, född i Boston, Massachusetts 23 juni 1926, död 18 september 2001 i New York. Tvåfaldig världsmästare i fjädervikt och en gång i lättvikt. Saddlers proffskarriär varade 1944-57 med ett treårigt avbrott under Koreakriget då han tjänstgjorde i armén. Saddler var ovanligt lång för att vara fjäderviktsboxare, ca 176 cm, och hans främsta vapen var ett rejält räckviddsövertag i stort sett varje match genom hela karriären. Han blev för första gången världsmästare 1948 genom att besegra den regerande mästaren i fjädervikt Willie Pep. I returmatchen 1949 förlorade Saddler titeln men återtog den av Pep 1950 och besegrade denne även i den avgörande fjärde matchen 1951. Tungviktslegenden Rocky Marciano kallade den matchen, för den "hårdaste och fulaste match jag sett". Båda boxarna fick sina licenser indragna för en tid efter att ha struntat i ringdomarens maningar om "clean fight".
Efter sin militärtjänst återkom Saddler till boxningsringen något tyngre och blev 1955 världsmästare i lättvikt genom att poängbesegra Teddy Davis. Saddler försvarade titeln 1956 mot Flash Elorde som han knockade och avslutade därefter sin karriär med två oavgjorda matcher. Saddler drog sig tillbaka 1957 som regerande mästare. Efter karriären var han bland annat verksam som assisterande tränare för George Foreman och mötte 1973 Willie Pep en femte gång i en uppvisningsmatch (en rond).
Sandy Saddlers slutliga matchstatistik blev: 144 segrar (103 på KO), 16 förluster och 3 oavgjorda. Saddler avled av Alzheimers sjukdom.